# Тренёвское сельское поселение
Тренёвское сельское поселение — муниципальное образование в Миллеровском районе Ростовской области. Административный центр поселения — посёлок Долотинка.

## Административное устройство
В состав Тренёвского сельского поселения входят:
- посёлок Долотинка;
- хутор Александровский;
- хутор Дудки;
- хутор Имени Ленина;
- хутор Кринички;
- слобода Мальчевско-Полненская;
- хутор Терновой;
- хутор Тренёвка.

## Население
| 2010  | 2012  | 2013  | 2014  | 2015  | 2016  | 2017  |
| ----- | ----- | ----- | ----- | ----- | ----- | ----- |
| 2629  | ↘2621 | ↘2599 | ↘2552 | ↗2554 | ↘2520 | ↗2650 |
| 2018  | 2019  | 2020  | 2021  |       |       |       |
| ↗2754 | ↗2784 | ↘2718 | ↘2680 |       |       |       |